# Peperomia trichopus
Peperomia trichopus är en pepparväxtart som beskrevs av William Trelease. Peperomia trichopus ingår i släktet peperomior, och familjen pepparväxter. Inga underarter finns listade i Catalogue of Life.